# Fairmairoplia compacta
Fairmairoplia compacta är en skalbaggsart som beskrevs av Marc Lacroix 1997. Fairmairoplia compacta ingår i släktet Fairmairoplia och familjen Melolonthidae. Inga underarter finns listade i Catalogue of Life.